# قائمة تقديرات تهجير اللاجئين الفلسطينيين وطردهم عام 1948
تقدم هذه المقالة قائمة بتقديرات الأمم المتحدة المؤقتة والنهائية لعدد الفلسطينيين الذين فروا أو تم طردهم من منازلهم خلال حرب فلسطين عام 1948. وتقدم المقالة تقديرات مؤقتة ونهائية أخرى لعدد اللاجئين الفلسطينيين خلال فترة الحرب الفلسطينية عام 1948.

## تقديرات الأمم المتحدة

### تقديرات عدد الأشخاص الذين غادروا أو فروا من المناطق التي احتلتها إسرائيل
- وفقًا للتقرير النهائي لبعثة الأمم المتحدة للمسح الاقتصادي للشرق الأوسط الصادر عن لجنة التوفيق الدائمة في الأمم المتحدة في 28 ديسمبر 1949، إلى أن عدد الأشخاص الذين غادروا أو فروا هو 726،000 شخص.[1][ملاحظة 1]
- كما يشير تقرير التقدم العام والتقرير التكميلي للجنة التوفيق الدائمة في فلسطين، الذي يغطي الفترة من 11 ديسمبر 1949 حتى 23 أكتوبر 1950، إلى أن عدد الأشخاص الذين غادروا أو فروا هو 711،000 شخص.[5][ملاحظة 2]

### تقديرات العدد الإجمالي للأشخاص الذين سجلوا كلاجئين
- 800،000 إلى 900،000 شخص وفقًا لمسح التاريخي لجهود لجنة التوفيق الدائمة التابعة للأمم المتحدة والخاصة بفلسطين لضمان تنفيذ الفقرة 11 من قرار الجمعية العامة 194 (III)، الصادر عن لجنة التوفيق التابعة للأمم المتحدة في 2 أكتوبر /تشرين الأول 1961.[6]
- 875،998 لاجئًا في يونيو 1951، وفقًا لتقرير مدير وكالة الأمم المتحدة لإغاثة وتشغيل اللاجئين الفلسطينيين في الشرق الأوسط، الصادر عن وكالة الأمم المتحدة لإغاثة وتشغيل اللاجئين في 28 سبتمبر 1951.[7]
- 914،000 لاجئًا في عام 1950، وفقًا لموقع وكالة غوث وتشغيل اللاجئين التابعة للأمم المتحدة.[8][ملاحظة 3]
- 957،000 لاجئًا في عام 1950، وفقًا لتقرير مدير وكالة الأمم المتحدة لإغاثة وتشغيل اللاجئين الفلسطينيين في الشرق الأوسط، الصادر عن وكالة الأمم المتحدة لإغاثة وتشغيل اللاجئين الفلسطينيين في 28 سبتمبر 1951.[7][ملاحظة 4]

## تقديرات أخرى للفارين أو اللاجئين
- 550.000 - 600.000 وفقًا لتقدير الحكومة الإسرائيلية (وفقًا لإفرايم كارش.[10] )
- 539،000 وفقًا لوالتر بينر [11]
- 583،000 - 609،000 وفقًا لإفرايم كارش (مؤرخ إسرائيلي).[10]
- 600،000 وفقًا جوزيف شيختمان (مؤرخ أوكراني) [12]
- 630.000 وفقًا ليورام إيتينجر.[13]
- 700.000 ± وفقًا لبيني موريس (مؤرخ إسرائيلي) في كتابه "ولادة مشكلة اللاجئين الفلسطينيين تاريخيًا" [14]
- 720،000 وفقًا لإيرفينج هاو وكارل جيرشمان [15]
- 750.000 وفقًا لإيلان بابي (مؤرخ يهودي).[16]
- 800،000 ± وفقًا لبهاء أبو شقرا[17]
- 804،767 وفقًا لسلمان أبو ستة (باحث وكاتب فلسطيني)[18][ملاحظة 5]
- 900،000 وفقًا لعبد العظيم حماد.[19]
- 935،000 وفقًا لسلمان أبو ستة.[20]

## التقديرات المؤقتة
التقديرات المؤقتة من مصادر الأمم المتحدة:
- 300.000 - 350.000 وفقًا لرافائيل سيلينتو ، مدير مشروع الإغاثة الكارثية التابع للأمم المتحدة.[10]
- 360 ألفًا في سبتمبر 1948، وفقًا للتقرير المرحلي لوسيط الأمم المتحدة بشأن فلسطين الذي نشره وسيط الأمم المتحدة الدكتور فولك برنادوت في 16 سبتمبر 1948.[21]
- 472،000 في تشرين الأول (أكتوبر) 1948، وفقا للتقرير المرحلي لوسيط الأمم المتحدة بالإنابة بشأن فلسطين الذي نشره القائم بأعمال وسيط الأمم المتحدة رالف بانش، 18 تشرين الأول (أكتوبر) 1948.[22]

من مصادر أخرى:
- 200.000+ بحلول مايو 1948 وفقًا لصمويل كاتز (في عام 1973).[23] [24]
- 300.000 ± بحلول مايو 1948 وفقًا لنعوم تشومسكي (فيلسوف وناشط سياسي وعالم لسانيات أمريكي) (في عام 2002).[25]
- 380.000 ± بحلول 15 مايو 1948 وفقًا لإيلان بابيه (مؤرخ يهودي) (في عام 1994).[26]
- 335.000 بحلول 5 يونيو 1948 وفقًا ليوسف ويتز من الصندوق القومي اليهودي.[27]
- 391.000 بحلول الأول من يونيو 1948 وفقًا لتقرير صادر عن جهاز استخبارات في الهاغاناه [28]
- 200.000 بحلول منتصف يونيو 1948 وفقا لإميل غوري (سياسي فلسطيني).[10]
- 300.000 ± بحلول أواخر تموز (يوليو) ، وفقًا لـ W. De St. Aubin ، مندوب الاتحاد الدولي لجمعيات الصليب الأحمر للشرق الأوسط.[10]
- 631.967 بحلول تشرين الأول "التقدير الذي أعلنته جامعة الدول العربية " وفقًا لإفرايم كرش.[10]
- 460.000 بحلول نهاية أكتوبر ، وفقًا لدراسة إسرائيلية أجراها يوسف ويتز وإ. دانين وز. ليفشيتز.[10]